# Coll de Pic Arnau
El Coll de Pic Arnau és una collada de 671,9 metres d'altitud, en el límit dels termes comunals d'Arboçols i de Tarerac, tots dps de la comarca del Conflent, a la (Catalunya del Nord). Està situat al nord-oest del terme comunal de Tarerac, i al sud-oest del de Travillac. Hi passava un camí vell que unia aquests dos pobles.